# Elżbieta Rutkowska
Elżbieta Jadwiga Rutkowska (ur. 17 października 1948 w Piotrkowie Trybunalskim) – polska polityk, chemik, posłanka na Sejm PRL VIII i IX kadencji, w latach 2003–2005 wojewoda opolski.

## Życiorys
Ukończyła w 1971 studia z zakresu inżynierii chemicznej na Politechnice Łódzkiej. Od 1971 do 1989 była pracownikiem naukowym w Instytucie Ciężkiej Syntezy Organicznej „Blachownia” w Kędzierzynie-Koźlu, następnie pracowała m.in. w Zakładach Azotowych Kędzierzyn. Zasiadała też w radach nadzorczych spółek prawa handlowego.
W latach 1980–1989 z ramienia Polskiej Zjednoczonej Partii Robotniczej (do której wstąpiła w 1975) sprawowała mandat posłanki na Sejm PRL VIII i IX kadencji. Była członkinią Komisji ds. Wewnątrzpartyjnych oraz Działalności Partii w Organach Przedstawicielskich i Administracji Państwowej Komitetu Centralnego PZPR. W listopadzie 2001 objęła stanowisko wicewojewody opolskiego, w 2003 została powołana na urząd wojewody, który zajmowała do grudnia 2005. Wstąpiła do Sojuszu Lewicy Demokratycznej. W 2001 i 2011 była kandydatką tej partii do Sejmu, a w 2005 do Senatu.

## Odznaczenia i wyróżnienia
Otrzymała Srebrny Krzyż Zasługi (1984), Medal 40-lecia Polski Ludowej oraz Medal Komisji Edukacji Narodowej. W 2003 została wyróżniona Komandorią Missio Reconciliationis.